# Alnarp
Alnarp är en bebyggelse i Lomma kommun, sedan 2015 ingående i tätorten Lomma. Alnarp ligger i ett område mellan Åkarp, Arlöv och centrala Lomma, omkring 10 kilometer nordost om Malmö. Området var före 2015 klassificerat som en småort och har därefter räknats som en del av tätorten Lomma.

## Verksamhet relaterade till jordbruk
Alnarp är en av Sveriges lantbruksuniversitets campusorter. I Alnarp finns även flera specialiserade företag och verksamheter, till exempel huvudkontoret för Nordiska genbanken, NordGen och huvudkontoret för Svensk Maskinprovning.

## Historik
Alnarp finns belagt i litteratur sedan 1145, då det redan var ett herresäte med stor egendom. Namnet tros härstamma från ”Alnes egendom”, och kallades 1145 Alnethorp eller Alnedorp. Efter att Skåne blivit svenskt 1658 blev Alnarp kungsgård.
Hoverigårdar till Alnarp fanns förr i näraliggande byar som Karstorp, Vinstorp, Tågarp och Lomma.

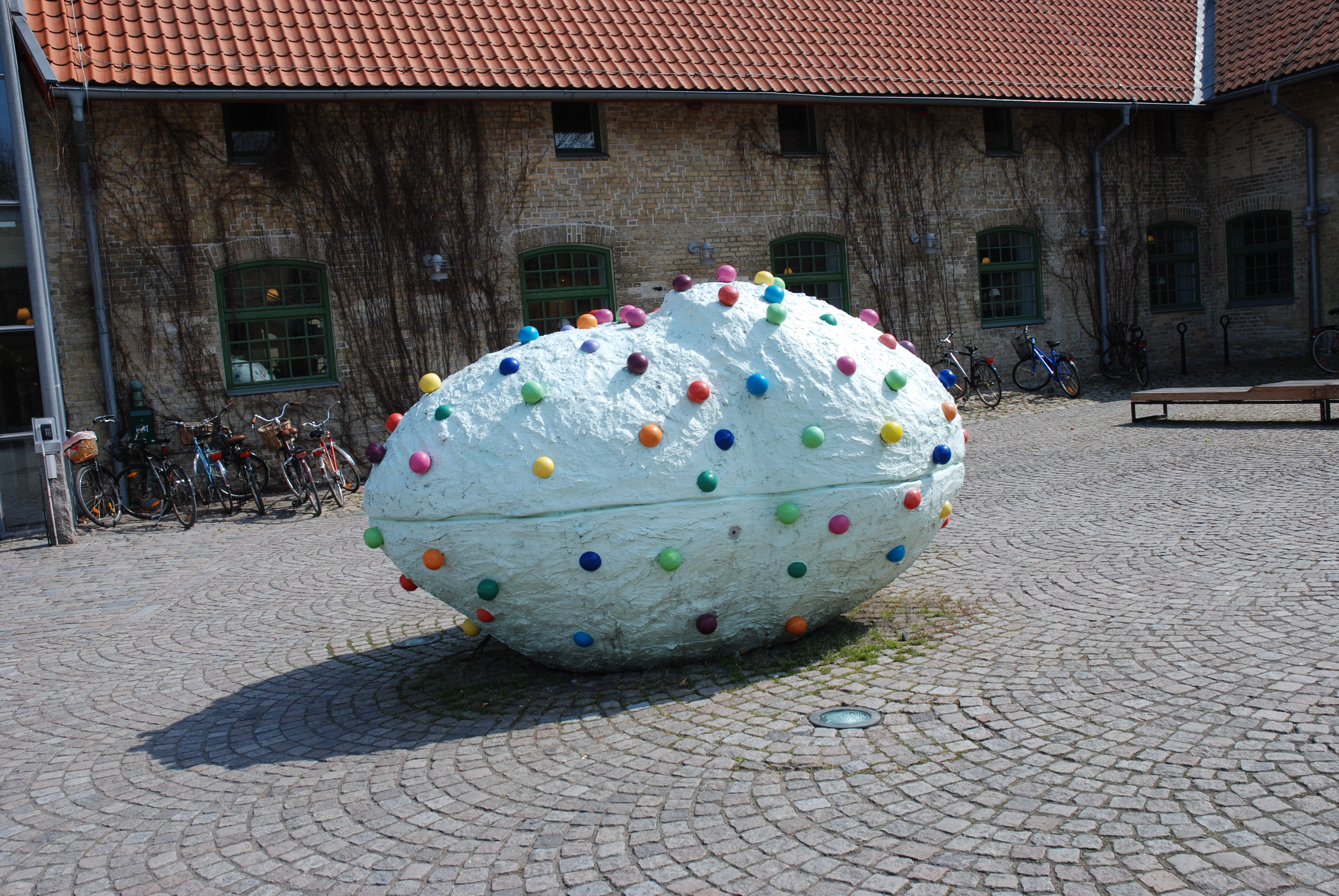
Bobos hjärta, skulptur vid Sveriges lantbruksuniversitet av Katarina Norling

I Alnarp finns en botanisk trädgård, Alnarpsparken, som är öppen för allmänheten. I parken ligger administrationsbyggnaden Alnarps slott, som byggdes 1862. Alnarps Rehabiliteringsträdgård finns i den norra delen av campusområdet. Trädgården är känd för att utveckla forskning om behandling och rehabilitering av sjuka genom aktiviteter och vila i natur och trädgård. Alnarpsgården ligger strax intill parken. Efter en totalrenovering 1996 innehåller gården numera undervisningslokaler. På området finns också Hälsans rum, ett fristående center för healing, spa och andlig rehabilitering.

## Alnarps museer och specialverksamheter
Alnarps museer består av Skånes lantbrukmuseum, som tillkom genom ett initiativ i samband med de skånska hushållningssällskapens 100-årsjubileum i Alnarp 1914. Efter jordbruksutställningen på Baltiska utställningen i Malmö 1914 flyttades de flesta föremålen till den specialbyggda museibyggnaden i rödmålat trä på Alnarp. Byggnaden ritades av Alfred Arwidius, stod färdig 1916 och inrymmer specialutställningar, jordbrukmaskiner och redskap, bland annat Sveriges första skördetröska, konstruerad på Axelvolds gård. I anslutning till museet finns en stödjande vänförening. I andra byggnader på området finns Hovbeslagsmuseet, utifrån den tidigare utbildningen av hovslagare i Alnarp, Vagnsmuseet, med vagnar och åkdon från 1700-talet och framåt, samt den permanenta utställningen om Alnarps historia.

## Befolkningsutveckling
| Befolkningsutvecklingen i Alnarp 1960–2010                               | Befolkningsutvecklingen i Alnarp 1960–2010 | Befolkningsutvecklingen i Alnarp 1960–2010 | Befolkningsutvecklingen i Alnarp 1960–2010 | Befolkningsutvecklingen i Alnarp 1960–2010 |
| ------------------------------------------------------------------------ | ------------------------------------------ | ------------------------------------------ | ------------------------------------------ | ------------------------------------------ |
|                                                                          |                                            |                                            |                                            |                                            |
| År                                                                       |                                            |                                            | Folkmängd                                  | Areal (ha)                                 |
| 1960                                                                     | 1960                                       |                                            | 248                                        | 68                                         |
| 1965                                                                     | 1965                                       |                                            | 202                                        | 68                                         |
| 1990                                                                     | 1990                                       |                                            | 73                                         | 5#                                         |
| 1995                                                                     | 1995                                       |                                            | 109                                        | 37#                                        |
| 2000                                                                     | 2000                                       |                                            | 60                                         | 37#                                        |
| 2005                                                                     | 2005                                       |                                            | 75                                         | 37#                                        |
| 2010                                                                     | 2010                                       |                                            | 107                                        | 41#                                        |
| Anm.: Upphörde som tätort 1970. Sammanvuxen med Lomma 2015 # Som småort. |                                            |                                            |                                            |                                            |